# Кумехов, Зубер Докшукович
Зубер Докшукович Кумехов (кабард.-черк. Къумыхъу Докъушыкъуэ и къуэ Зубер; 18 апреля [1 мая] 1910, Асламурза Анзорово, Терская область — 1988) — советский партийный и государственный деятель. Председатель Совета народных комиссаров Кабардино-Балкарской АССР в 1944 г.

## Биография
Родился в крестьянской семье, в которой он был шестнадцатым из семнадцати детей. Мать умерла в 1912, отец казнен белогвардейцами в 1919 году.
- 1924 — 1927 — учёба в Ленинском учебном городке
- 1927 — 1932 — учёба в педагогическом техникуме
- 1932 — 1933 — заведующий Урванским районным отделом народного образования (Кабардино-Балкарская автономная область)
- 1933 — председатель колхоза имени В. М. Молотова (Кабардино-Балкарская автономная область)
- 1933 — 1935 — редактор газеты Политического отдела Урванской машинно-тракторной станции (Кабардино-Балкарская автономная область)
- 1935 — 1936 — заведующий Урванским районным отделом народного образования (Кабардино-Балкарская автономная область)
- 1936 — 1937 — заведующий Партийным кабинетов Урванского районного комитета ВКП(б) (Кабардино-Балкарская автономная область — КБАССР)
- 1937 — 1938 — секретарь комитета ВКП(б) Докшукинского спиртзавода (Кабардино-Балкарская АССР)
- 1938 — секретарь Лескенского районного комитета ВКП(б), Кабардино-Балкарская АССР
- 1938 — декабрь 1939 — заведующий сельскохозяйственным отделом Кабардино-Балкарского областного комитета ВКП(б)
- декабрь 1939 — 10 апреля 1944 — 1-й секретарь Кабардино-Балкарского областного комитета ВКП(б), председатель Нальчикского комитета обороны, член Военного Совета 37-й армии
- апрель 1944 — 1944 — Председатель Совета народных комиссаров Кабардинской АССР
- 1944 — 1946 — директор совхоза № 1 в Ростовской области
- 1947 — заместитель министра местной промышленности Кабардинской АССР
- 1947 — 1953 — заместитель уполномоченного Министерства заготовок СССР по Кабардинской АССР
- 1953 — 1956 — управляющий Кабардинской конторой «Заготживсырьё»
- 1956 — 1957 — заместитель министра сельского хозяйства Кабардинской — КБАССР
- 1960 — заместитель начальника Отдела труда и заработной платы СНХ Кабардино-Балкарского экономического административного района
- 1960 — 1963 — начальник отдела руководящих кадров и учебных заведений СНХ Кабардино-Балкарского экономического административного района директор Нальчикского хлебокомбината

### Роль в депортации балкарцев
24 февраля 1944 года Берия предложил Сталину выселить балкарцев, а 26 февраля он издал приказ по НКВД «О мероприятиях по выселению из КБ АССР балкарского населения». За день до этого Берия, Серов и Кобулов провели встречу с секретарём Кабардино-Балкарского обкома партии Зубером Кумеховым, в ходе которой было намечено в начале марта посетить Приэльбрусье. 2 марта Берия в сопровождении Кобулова и Мамулова съездил в Приэльбрусье, сообщив Кумехову о намерении выселить балкарцев, и передать Грузии Приэльбрусье, чтобы та могла иметь оборонительный рубеж на северных склонах Большого Кавказа. Взамен Берия предложил передать Кабарде район Кавказских Минеральных Вод с последующим объединением Кабарды с Черкесской Автономной областью. Кумехов отказался, на что Берия заметил: "Вы пожалеете". 5 марта вышло Постановление ГКО о выселении балкарцев из КБАССР, а 8—9 марта началась операция. 11 марта Берия доложил Сталину, что «балкарцев выселено 37 103 человека». Приэльбрусье было передано Грузии с образованием там Верхне-Сванетского района.

## Награды
- орден Красной Звезды